# Miss France 1951
 (février 2016).
Si vous disposez d'ouvrages ou d'articles de référence ou si vous connaissez des sites web de qualité traitant du thème abordé ici, merci de compléter l'article en donnant les références utiles à sa vérifiabilité et en les liant à la section « Notes et références ».
Miss France 1951 est la 21e élection de Miss France. 
Nicole Drouin, Miss Côte d'Azur 1950, remporte le titre. Elle est par la suite 1re dauphine de Miss Europe 1952 et 4e dauphine de Miss Monde 1952.

## Déroulement
Une première présélection a lieu le 25 décembre pour choisir les 9 finalistes, qui sont,:
- Miss Saint-Etienne, Irène Novac[3]
- Miss Saint-Raphaël, Janine Rousseau
- Miss Algérie française, Monique Vallier
- Miss Lyon
- Miss Marseille, Viviane Capet, 1,60 m[4]
- Miss Dactylo, Colette Rousseau
- Miss Megève, Nicole Mauri, 1,74 m
- Miss Midinette
- Miss Saint-Tropez, Nicole Drouin

## Classement final
| Résultat final   | Candidate        | Région             |
| ---------------- | ---------------- | ------------------ |
| Miss France 1951 | Nicole Drouin    | Miss Saint-Tropez  |
| 1re dauphine     | Colette Rousseau | Miss Dactylo       |
| 2e dauphine      | Janine Rousseau  | Miss Saint-Raphaël |

Les deux dauphines, Mlles Rousseau, sont sœurs.